# 托马·克拉里翁
托马·克拉里翁（法語：Thomas Clarion，1982年3月15日—），法国男子冬季两项、越野滑雪运动员。他曾代表法国参加2010年、2014年和2018年冬季残疾人奥林匹克运动会，获得一枚金牌和三枚铜牌。